# Tümen-Odyn Battögs
Tümen-Odyn Battögs (mong. Түмэн-Одын Баттөгс; ur. 23 sierpnia 1981) – mongolska judoczka i sambistka. Olimpijka z Pekinu 2008, gdzie zajęła czternaste miejsce w wadze półśredniej.
Uczestniczka mistrzostw świata w 2009, 2010 i 2011, a także zdobyła brązowy medal w drużynie w 2007 roku. Startowała w Pucharze Świata w latach 2008-2012. Brązowa medalistka igrzysk azjatyckich w 2010, a także mistrzostw Azji w 2008 i 2009. Trzecia na mistrzostwach Azji Wschodniej w 2006. Druga na MŚ w sambo w 2012 roku.

## Letnie Igrzyska Olimpijskie 2008
| Konkurencja | Eliminacje               | Klas. końcowa |
| Konkurencja | Przeciwnik I             | Miejsce       |
| ----------- | ------------------------ | ------------- |
| 63 kg       | Anna von Harnier (GER) P | 14.           |